# NGC 259
NGC 259 je galaksija u zviježđu Kit.

## Vanjske poveznice
- SEDS: NGC 0259